# Бут-Тхап
Бут-Тха́п (вьет. Chùa Bút Tháp, «пагода-колокольня») — буддийский храмовый комплекс во Вьетнаме. Находится на правом берегу реки Дыонг в районе Тхуантхань провинции Бакнинь, в пригороде Ханоя, на расстоянии 30 километров на северо-восток от его центра. Комплекс известен деревянными скульптурами мастеров-резчиков XVII века, в частности, самой большой во Вьетнаме деревянной статуей тысячерукой и тысячеглазой бодхисаттвы Куан Тхе Ам.

## История

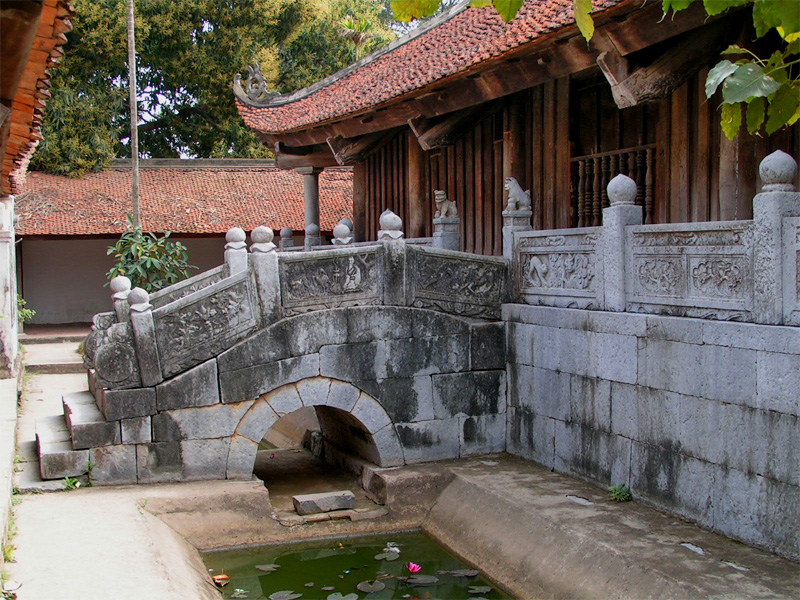

Храм был основан как монастырь в XIII веке во времена правления династии Чан. Точное время его постройки неизвестно, однако монастырь упоминается в адресной книге Ха Бак в период, когда страной управлял Чан Тхань-тонг (1258—1278). Первым известным настоятелем был Хюэн Куанг (1254—1334), уроженец уезда Тхуантхань провинции Бакнинь, который построил каменную девятиэтажную пагоду, украшенную изображениями цветков лотоса. До наших дней это здание не сохранилось.
В XVII веке при династии Ле монастырь был перестроен. В то время настоятелем его был знаменитый мастер Дзен Тюет Тюет (1590—1644). После его смерти мать князя Чинь Чанга распорядилась расширить территорию храма до размеров, которые он имеет сегодня.
С начала XVIII века правители Ле жертвовали на пагоду средства и направляли крестьян для ремонта зданий. В общей сложности за 300 лет храм перестраивался 10 раз. В 1990—1993 годах храм окончательно приобрел нынешний вид.

## План комплекса

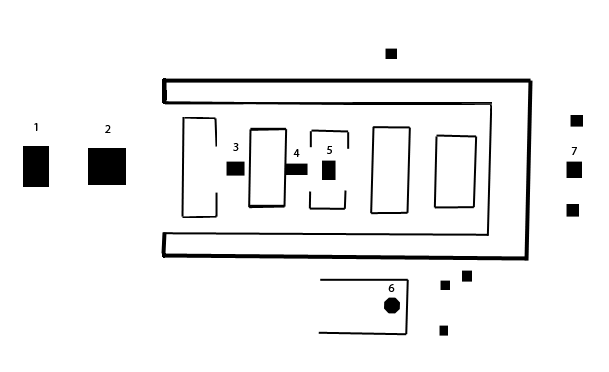
Схема строений храмового комплекса

1. Тройные входные ворота.
2. Колокольня.
3. Курильница.
4. Каменный мостик.
5. Статуя Куан Тхе Ам.
6. Пагода Баонгием.
7. Башня Тон Дык.

## Архитектура

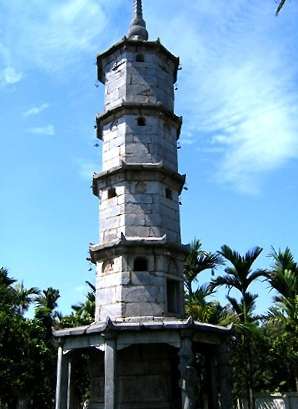
башня Баонгием

Храмовый комплекс состоит из десятка сооружений. Расположены они в одну линию, входами на юг, между двух 100-метровых коридоров. Основное здание — пятиэтажная башня Тон Дык, высотой 11 метров, находится в самом конце. Во время войны башня была частично разрушена французской артиллерией. В 2009 году обнаружилось, что деревья, вросшие в здание башни, разрушают его. Из-за нехватки финансирования здание могло разрушиться полностью, пришлось вмешаться общественности, департаменту культуры, туризма и спорта, в результате чего было принято решение о реставрации башни (документ № 167/CV-SVHTTDL). На реставрацию башни было потрачено более 43 миллиардов донгов (около 1,5 миллиона долларов США).
Во время реставрации на верхних этажах здания были обнаружены две книги 1660 года, состоящие из бронзовых листов размером 14,4×25 см и расписанные китайскими иероглифами. Реставрация найденных книг также потребовала дополнительных средств. К тому же было сложно найти реставратора, который бы одинаково хорошо разбирался в гравюрах и старинной китайской письменности.
В стороне, восточнее комплекса зданий, расположена восьмиугольная пятиэтажная каменная башня Баонгием. Её высота составляет 13 метров, на вершине находится 5 колокольчиков, а внутри хранятся мощи настоятеля Тюет Тюета (вьет. Chuyết Chuyết) и резные каменные таблички с изображениями священных зверей, в основном дракона и тигра. За территорией комплекса, рядом с башнями Баонгием и Тон Дык находятся несколько ступ.
В архитектуре храма заметно влияние китайского стиля, особенно это касается мостика и башни Баонгием.

## Культурное значение

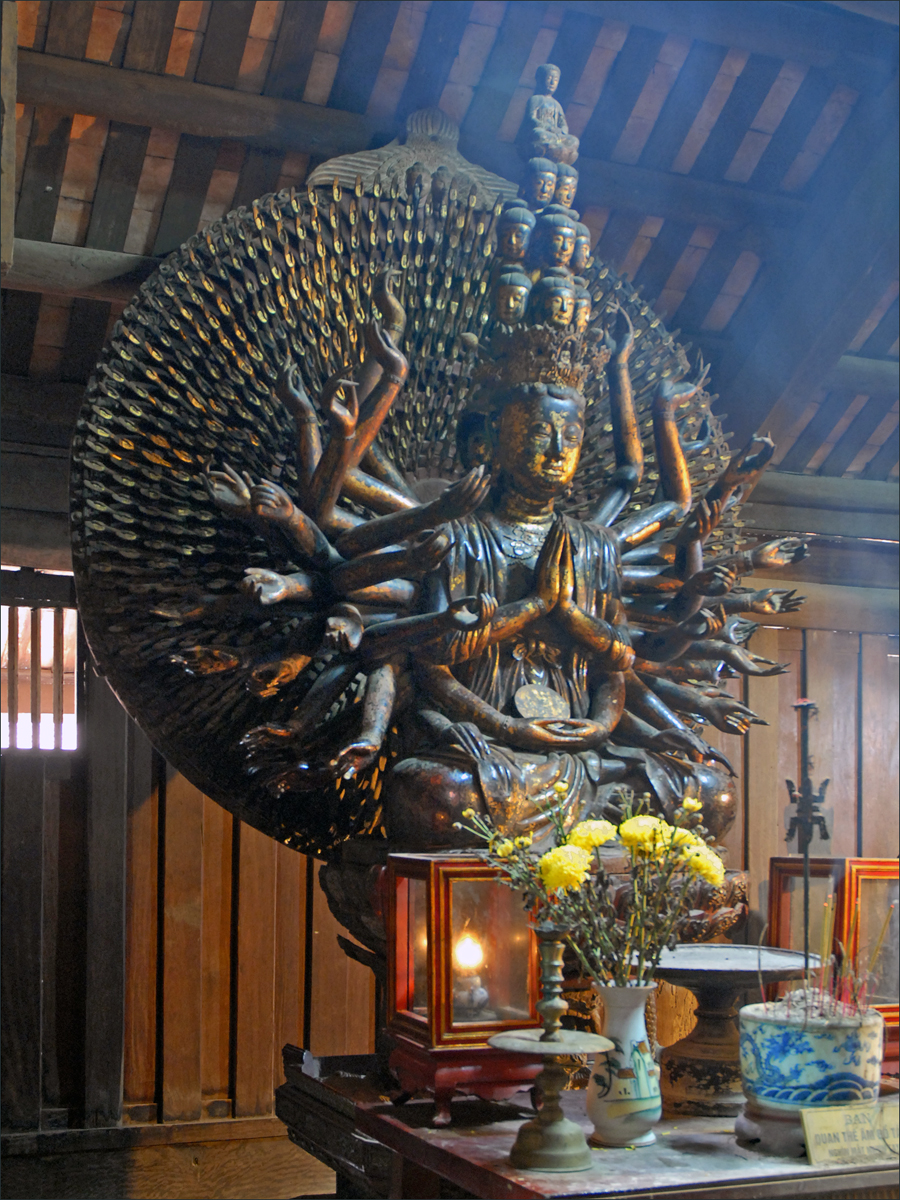
Куан Тхе Ам

Храмовый комплекс являет собой уникальный объект деревянного и каменного зодчества вьетнамских резчиков. На всей территории находится 50 различных статуй Будды. Деревянная статуя бодхисаттвы Куан Тхе Ам имеет размер 3,7 метра в высоту, у неё 11 голов, 42 большие и 958 малые руки, в каждой руке глаз. За статуей находится деревянная башня красного цвета, вращающаяся вокруг своей оси.
В первом павильоне находится 51 резная картина из дерева и камня. Произведения различны по сюжету, но объединены по стилю, материалам и времени исполнения. В основном, картины изображают деревья, цветы, птиц и животных.
Образцом каменной резьбы служит резной мост, ведущий к основному павильону через лотосовый ров. Его ступени сделаны из мраморной крошки, а на перилах вырезан орнамент. Подобными изображениями украшены и стены, высотой 1,4 метра.
Поскольку дерево — достаточно хрупкий материал, подобных храмов во Вьетнаме осталось немного, поэтому Бут-Тхап пользуется популярностью не только у туристов, но и служит местом прохождения практики для студентов, специализирующиеся в архитектуре.
Каждую весну в храме проходит фестиваль пагоды Бут-Тхап, на который приходят местные жители и буддисты, желающие почтить святыню.